# Redención (disco)
Redención es el décimo álbum de estudio del grupo de hip hop español SFDK, formado por Zatu y Acción Sánchez. Lanzado el 2 de marzo de 2018, este disco representa un punto de inflexión en la trayectoria de la banda, al explorar una amplia diversidad de géneros musicales mientras mantiene la esencia del rap que los ha consagrado como una de las agrupaciones más importantes del hip hop en España.

## Contexto
Con casi 25 años de carrera, SFDK se ha consolidado como un referente indiscutible del rap en español, contribuyendo significativamente a que Sevilla se convierta en una de las capitales del hip hop en España. Redención es una muestra de la madurez artística del dúo, que logra evolucionar su sonido sin renunciar a la identidad que los caracteriza.

## Estilo y Temática
El álbum es una mezcla ecléctica de géneros que van desde el hip hop, pasando por el reggae, funk, jazz, flamenco, e incluso rock. A lo largo de sus 18 canciones, Redención demuestra la capacidad de SFDK para experimentar y adaptar su música a nuevas influencias, sin perder la fuerza y autenticidad de sus letras. Este álbum se distingue por su profundidad lírica y su capacidad para abordar diversas emociones y temas, desde la introspección hasta la crítica social. Canciones como "Años muertos" reflejan la lucha interna y el esfuerzo constante en la vida de un artista, mientras que "Los Funkcionarios" destaca por su energía y ritmo, mostrando la versatilidad del grupo.

## Lista de Canciones
Redención cuenta con la participación de varios artistas destacados que aportan una riqueza adicional al proyecto:
1. Años Muertos feat. Shabu y Trizia
2. Los Funkcionarios feat. Andreas Lutz
3. La Culpa De Mi
4. Cara B feat. Beret
5. Twitter feat. Shabu & Legendario
6. Creador feat. Raimundo Amador
7. Me Queo En Mi Casa
8. Lucifer
9. Contradicciones
10. La Amalgama feat. Rubio de Pruna
11. Siguiendo El Curso feat. Movimiento Original
12. Ventanas y Terrazas
13. Agua Pasá feat. Kaze
14. El Ornitólogo feat. Vicky Luna
15. Etéreo
16. Ovarios y Pelotas
17. Resistiendo por Ti feat. Manuel Martínez
18. La Revolución está en Ti

## Recepción y Legado
Redención fue recibido con elogios tanto por parte del público como de la crítica. Muchos consideran que es el mejor trabajo de SFDK desde su aclamado Odisea en el lodo (2001). Zatu mismo ha declarado que Redención supera a Odisea en el lodo en términos de producción, lírica y contenido, mostrando la evolución del grupo a lo largo de los años.
A pesar de la incertidumbre sobre si Redención será el último álbum de SFDK, el grupo continúa siendo un pilar en la escena del hip hop español. Con este álbum, han demostrado que, incluso después de dos décadas, siguen siendo relevantes y capaces de innovar dentro del género.